# P.C. Klæstrup
Peter Christian Nygaard Mattat Klæstrup (29. maj 1820 i København – 9. marts 1882 sammesteds) var en dansk tegner.
P.C. Klæstrup var søn af privatlærer, løjtnant Christian Juel Klæstrup (død 8. november 1837) og Sophie Jensine født Anthon. Han gennemgik Kunstakademiet, men nødtes, for at leve, til at ofre sig for tegninger til træsnit. Han tegnede således illustrationer til Meïr Aron Goldschmidts Corsaren, senere til Punch og til en mængde almanakker og forskellige værker. Han savnede ikke lune, men dette kom ikke altid til sin ret i den xylografiske gengivelse. Han udførte bl.a. 600 akvareller med tidsbilleder fra det 19. århundrede, hvilke i tre store albummer blev skænket kronprins Frederik. I 1 866 ægtede han Emma Vilhelmine Elisabeth Kierulf, der både som ugift og som hustru er optrådt som forfatterinde til mindre fortællinger under mærkerne "Antonia Kyrre" og "C***", hun døde 27. januar 1892.

## Ekstern henvisning
Klæstrups billeder af København Arkiveret 9. juli 2011 hos  Wayback Machine på Københavns Biblioteker
- P.C. Klæstrup på Kunstindeks Danmark/Weilbachs Kunstnerleksikon

- Wikimedia Commons har flere filer relateret til P.C. Klæstrup